# 希尔佩里克二世
希尔佩里克二世（法語：Chilpéric II，670年—721年2月13日），是希尔德里克二世與比莉查爾德的幼子，从715年9月3日开始任纽斯特里亚和勃艮第的国王，自719年起任整个法兰克的国王。

## 生平
希尔佩里克在幼兒時期因逗留在修道院使得他免受家族自相殘殺傷害，到45歲才離開修道院。也就是说，他直到715年达戈贝尔特三世死后，他才从修道院离开；按照当时的习惯，继承了纽斯特里亚的王位。他给自己取了一个叫希尔佩里克的皇室名称。但他是在修道院长大的，这也使得他成为可谓和希尔佩里克一世截然不同的人。
期初，他似乎是纽斯特里亚宫相赫斯塔的丕平手中的反对宫相里根弗里德和提乌德鲍德的工具，清一色的傀儡。但是，希尔佩里克也有自己的手下，而且他是一位勇敢的战士和聪明的领袖，并且总是战斗在他的部队的最前列。716年，他和里根弗里德率领军队一路开到了纽斯特里亚，并和普莱克特鲁德和她的孙子提乌德鲍德、赫斯塔的丕平的私生子查理·马特对抗。纽斯特里亚军和在科隆附近的弗里斯王拉巴德的军队结盟，然后通过普莱克特鲁德进行侵略。希尔佩里克取得了胜利，查理的军队溃退到埃菲尔山。国王和他的宫相转而对付其他的竞争对手。普莱克特鲁德承认他为王，并通过奥斯特拉西亚的国库取消了她想让儿子成为宫相的计划。
在这之后，希尔佩里克的运气似乎飞流直下。当他和里根弗里德率领胜利的军队凯旋回到纽斯特里亚时，驻扎在马尔默迪的查理的军队在阿梅尔的战役中把希尔佩里克军打跑了。从此，查理几乎保持在不败的地位上；但希尔佩里克坚强的意志使他在纽斯特里亚境内发动了一系列的征服活动。
717年，查理带领的军队回到了纽斯特里亚并在康布雷附近的辛辛那提大胜。他在他回去处理普莱克特鲁德和科隆之前对国王和宫相乘胜追击。在那次成功后，他宣布奥斯特拉西亚国王克洛泰尔四世对抗希尔佩里克。718年，希尔佩里克响应了715年使他独立并与他竞争的阿基坦公爵伟大的厄德的号召结盟，并在苏瓦松再度击败了查理的军队。国王和他的公爵盟友南逃到卢瓦尔河，里根弗里德逃到昂热。不久，克洛泰尔四世死了。718年，厄德放弃了与希尔佩里克的结盟，以换对希尔佩里克在全法兰克的王权的承认；国王也向查理投降了，放弃了他的王国。

## 继位和死亡

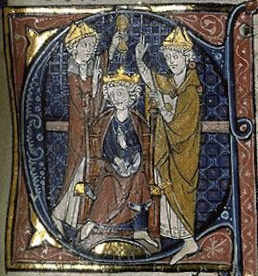
希尔佩里克二世的加冕

719年，他正式被提出保为全法兰克人的王，但是他只活了一年而且他的继承者是一个被称为“懒王”（rois fainéants）的人。他在阿蒂尼死去，葬在了努瓦永。

## 配偶与子女
儿子是希尔德里克三世。